# Jorge Salomão (político)
João Jorge Goulart Salomão de Santana, mais conhecido como Jorge Salomão (Afuá, 23 de abril de 1969), é um engenheiro agrônomo e político brasileiro. Foi prefeito de Calçoene (1985–1988 e 1993-1996), deputado estadual (1999–2010) e secretário de Agricultura do Amapá (2007–2009). É irmão do ex-deputado estadual Nelson Salomão, falecido em 1997.

## Carreira política
Formado em agronomia pela Faculdade de Ciências Agrárias do Pará, ingressou na política ao eleger-se prefeito de Calçoene em 1984 e ao reeleger-se em 1992. Foi eleito deputado estadual pela primeira vez em 1998, sendo reeleito em 2002 e 2006. Em 2010, não consegue renovar o mandato, sendo o primeiro suplente da coligação. Entre 2012 e 2014, ocupa a vaga de Bruno Mineiro, que esteve a frente da Secretaria de Estado dos Transportes. Tenta a reeleição novamente em 2014 e 2018, novamente sem sucesso.
Durante sua passagem política, foi filiado ao PMDB,  PL, PFL, DEM, PROS e PR.